# Ranunculus vulgoramosus
Ranunculus vulgoramosus är en ranunkelväxtart som beskrevs av A.P. Khokhryakov. Ranunculus vulgoramosus ingår i släktet ranunkler, och familjen ranunkelväxter. Inga underarter finns listade i Catalogue of Life.